# Магнус (король Ливонии)
Магнус (нем. Magnus; 26 августа 1540, Кристиансборг, Копенгаген — 28 марта 1583, Пилтене, Курляндия и Семигалия) — датский и норвежский принц из Ольденбургской династии, брат короля Фредерика II Датского, король Ливонии с 1570 года, вассал Ивана IV Грозного.
Породнился с домом Рюриковичей: был женат на двоюродной племяннице Ивана Грозного Марии Владимировне, княжне Старицкой — дочери князя Владимира Андреевича, от брака с которой у него были две дочери: Мария (июль 1580—1597) и Евдокия (1581—1588). В русских летописях его называли Арцимагнус Крестьянович. Магнус был сыном Кристиана III, короля Дании, и его супруги Доротеи Саксен-Лауэнбургской.

## Епископ Эзельский и Курляндский
После 1557 года Ливонский орден находился в незавидном положении. Последний конфликт ордена и Рижского архиепископа разрешился лишь на условиях вторгшегося в Ливонию короля польского и литовского Сигизмунда II Августа, а, значит, Ливония начала попадать под влияние Речи Посполитой. Кроме того, после конфликта у ордена начались финансовые трудности. Сверх того, в 1558—1559 годах царь Иван IV Грозный силами в основном вассальных ему татар осуществил ряд опустошительных рейдов, которыми ознаменовалось начало Ливонской войны. После рейда в 1559 году было заключено перемирие, во время которого орден и его вассалы стали искать помощи, в основном за границей.
Осенью 1559 года епископ Эзель-Викский и Курляндский, Иоганн Мюнхгаузен, обратился за защитой к Дании. Секретным соглашением с королём Фредериком II епископ уступил королю свои владения с правом на Ригу и Ревель за 30 000 талеров. Король, в свою очередь, отдал эти земли своему брату Магнусу как апанаж вместо положенных по завещанию отца земель в Голштинии.
19-летний герцог Магнус весной 1560 года явился в Аренсбурге (остров Эзель). В надежде на датскую поддержку, дворянство острова выступило за Магнуса.
В отличие от Эзеля, Курляндское епископство была территориально разрознено и состояло из трех частей — из епархий Пильтен, Донеданген, Эрвален в северной Курляндии, епархий Хазенпот, Нойхаузен, Амботен, лежащих изолированно на юге, и епархии Сакенхаузен на побережье.
Молодой герцог оказался в сложном положении. С одной стороны, ещё существующий Ливонский орден пытался опротестовать продажу Курляндского и Эзель-Викского епископств, так как она должна была быть согласована с орденом. С другой стороны, Русское государство открыто старалось вернуть прибалтийские земли.

## Король Ливонии
После того, как в 1568 году в войну вступила Швеция, дела для Ивана Грозного шли уже не столь успешно, и от прямого завоевания Ливонии пришлось отказаться. С апреля 1569 года Иван IV рассматривал план создания в Ливонии буферного государства, возглавляемого датским принцем, герцогом Магнусом, в качестве вассала царя. Магнуса этот проект заинтересовал, и в сентябре он отправил своих посланников в Москву. Было достигнуто предварительное соглашение, и 27 ноября посланники получили от царя в Александровской слободе грамоту, содержащую условия для создания вассального Ливонского государства.
10 июня 1570 года Магнус прибыл в Москву и был принят с великой торжественностью. Он был официально провозглашён королём Ливонии, дал клятву верности царю и был помолвлен с княжной Евфимией Старицкой, дочерью князя Старицкого.
Магнус привёл с собой лишь малый контингент солдат, но в качестве короля Ливонии он был назначен командующим русскими войсками, посылаемыми против шведов. 25 июня его армия совместно с русскими отрядами двинулась в поход и 21 августа приступила к осаде Ревеля.
Дания не послала флот на помощь Магнусу. У русских не было собственной флотилии, только несколько каперов, базировавшихся в Нарве и на реке Неве. На море, таким образом, главенствовали шведы, которые могли послать ревельскому гарнизону подкрепления и амуницию. 16 марта 1571 года Магнус вынужден был снять осаду Ревеля.

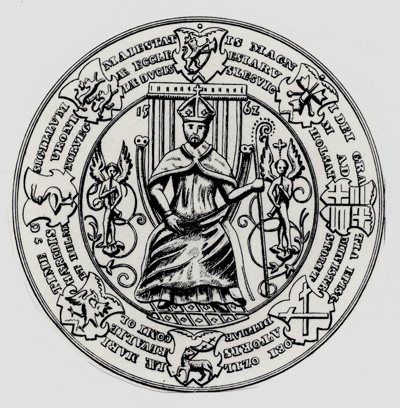
Магнус изображен в епископской шляпе и посохе, окруженном епископским гербом, с 1562 годом. Вверху изображены часы. Норвежский лев, лист крапивы Хольстена, балки и крест Ольденборга/Дельменхорста, два скрещенных креста Ревеля, ягненок Курляндии с крестом. Фане (на самом деле герб Пильтена), орел Эзеля, лебедь Штормарна и два льва Шлезвига

В целом идея создания вассального королевства оказалась удачной: Магнус, сын европейского короля, был в глазах немецкого и датского ливонского дворянства гораздо притягательнее Ивана Грозного. При этом его лояльность Москве не вызывала сомнений.
Царь подарил королю Ливонии эстонский город Оберпален и выдал грамоту на включение в земли королевства территории, в настоящее время входящей в Волховский район Ленинградской области, а также права на Карельские земли. В это время внезапно умерла невеста Магнуса княжна Евфимия Старицкая. Иван IV предложил ему руку её младшей тринадцатилетней сестры — Марии.
Магнус согласился на свадьбу, которая состоялась 12 апреля 1573 года в городе Новгороде. В приданое вместо ожидаемого королевства Магнус получил городок Каркус, небольшую часть Водской пятины с Иванской Куиваской, Воздвиженской Корбоселской и Ильинской Телкужской погостами, место-поселение, имеющее по-фински название kuisma — «зверобой», упомянутыми в переписной книге Водской пятины, а также несколько сундуков с имуществом королевы. Возможно скромность этого подарка показывала недоверие Ивана IV своему вассалу. Царь после измены своих советников Таубе и Крузе перестал доверять иностранцам, и таким приданым он хотел ослабить потенциального противника.

## Разрыв с Иваном Грозным
В 1575 году русские войска взяли город Пярну. Под страхом русского захвата замки Хелмет, Эргеме и Руйиена предпочли сдаться Магнусу и войти в Ливонское королевство.
Пытаясь упрочить своё шаткое положение в 1577 году Магнус начал тайные переговоры с королём Польши Стефаном Баторием, после которых уступил трон роду Батори. Магнус обратился к населению с призывом, чтобы они сдавались, если не хотят быть захваченными Иваном Грозным. Таким образом был взят и присоединен к Ливонскому Королевству ряд городов, в том числе Вольмар, Кокенхаузен и Венден.
Царь Иван, узнав об этом, осадил Венден, вызвал Магнуса на переговоры и арестовал его. Венден после жестокого обстрела был захвачен. Остатки солдат Магнуса взорвали себя в западном крыле орденского замка, а сам он был подвергнут заключению. (По другим данным, был восстановлен в титуле короля Ливонии, а затем вновь предал царя.) Дания, ни разу не оказавшая поддержки Магнусу, после некоторого торга всё же оставила за собой права на Эзель и Пильтен.
В 1580 году Магнус участвовал в войне на стороне Батория и совершил набег на Дерптскую область.
После войны в 1583 году Магнус умер в Пильтене, оставив вдову с детьми на руках. Позднее Борис Годунов обманом пригласил вдову Марию в Москву, где её насильно постригли в монастырь, чтобы поляки не смогли воспользоваться Марией как претенденткой на российский престол, поскольку в России, в отличие от большинства стран католической Европы, признавали возможность престолонаследия по женской линии. Дочь Магнуса Евдокия (1581—1589), предположительно, была отравлена.